# NPO Radio 5
Pour les articles homonymes, voir Radio 5.
NPO Radio 5 est une station de radio publique néerlandaise créée le 2 octobre 1983, appartenant au groupe de service public Nederlandse Publieke Omroep (NPO).
Sa programmation musicale consacrée de les années 1950 à nos jours, en mettant l'accent sur les années 1960, 70 et 80.

## Histoire
La station est lancée le 2 octobre 1983 sous le nom de « Hilversum V », qui présentait alors des émissions pour les groupes minoritaires. Entre 1983 et 1985, Hilversum V diffusait alors sur les fréquences en ondes moyennes de Hilversum I à des heures irrégulières pendant quelques heures par jour. Le 1er décembre 1985, la station est renommée Radio 5.
La radio modifie son nom à nouveau le 1er avril 2001, lorsque Radio 5 est devenue Radio 747 pour refléter le changement de sa fréquence AM de 1008 kHz à 747 kHz. Le 4 septembre 2006, le nom a été changé en Radio 5, nom déjà utilisé par la radio de 1985 à 2001.
Le 19 août 2014, Radio 5 est rebaptisée « NPO Radio 5 », ajoutant le sigle « NPO » comme l'ensemble des stations de radio du groupe Nederlandse Publieke Omroep.

## Identité visuelle

Logo de Radio 5 de 2012 au 19 août 2014
Logo de NPO Radio 5 du 19 août 2014 à juin 2016
Logo de NPO Radio 5 depuis juin 2016

Logo des émissions Radio 5 Soir et Week-end de 2012 à 2014
Logo de Radio 5 Nostalgia (la journée) de 2012 à 2014